# (23448) Yasudatakeshi
(23448) Yasudatakeshi es un asteroide perteneciente al cinturón de asteroides, descubierto el 18 de enero de 1988 por Masanori Matsuyama y el también astrónomo Kazuro Watanabe desde el Kushiro Marsh Observatory, Hokkaido, Japón.

## Designación y nombre
Designado provisionalmente como 1988 BG. Fue nombrado en honor de Takeshi Yasuda (n. 1968) quien es un astrónomo aficionado japonés y curador de astronomía en el Museo de Ciencias de la ciudad de Himeji en la prefectura de Hyogo. Uno de los líderes de la comunidad del planetario en Hyogo, fue presidente de la Sociedad del Observatorio Público de Japón de 2018 a 2021.

## Características orbitales
(23448) Yasudatakeshi está situado a una distancia media del Sol de 2,624 ua, pudiendo alejarse hasta 3,042 ua y acercarse hasta 2,205 ua. Su excentricidad es 0,160 y la inclinación orbital 12,394 grados. Emplea 1552,15 días en completar una órbita alrededor del Sol.
Pertenece a la familia de asteroides de (15) Eunomia.

## Características físicas
La magnitud absoluta de (23448) Yasudatakeshi es 13,23. Tiene 6,146 km de diámetro y su albedo se estima en 0,299.